# Quintus Gavius Fulvius Tranquillus
Quintus Gavius Fulvius Tranquillus war in der 2. Hälfte des 2. Jahrhunderts und im frühen 3. Jahrhundert n. Chr. ein römischer Senator aus dem Geschlecht der Gavier, die ihren Sitz in der Landstadt Caiatia, dem heutigen Caiazzo im Falernus ager im nördlichen Kampanien hatten.
Quintus Gavius Fulvius Tranquillus war höchstwahrscheinlich der Sohn des Offiziers und Patrons von Caiatia, Quintus Gavius Fulvius Proculus. Er begann die senatorische Laufbahn (cursus honorum) mit einer ungewöhnlichen doppelten Quästur. Laut einer Inschrift aus Caiatia war er sowohl quaestor urbanus in Rom als auch Quästor des Prokonsuls der Provinz Gallia Narbonensis. Zu dieser Zeit muss Gavius Tranquillus zwischen 25 und 30 Jahre alt gewesen sein.
Q(uinto) Gavio Q(uinti) f(ilio)

Fal(erna) Fulvio

Tranquillo

quaest(ori) urbis

quaest(ori) provinc(iae)

Narbonensis

ordo dec(urionum) et

populus

patrono mun[ific(entissimo)]
Übersetzung:

„Dem äußerst freigiebigen Patron Quintus Gavius Fulvius Tranquillus, Sohn des Quintus aus der Falernischen (Tribus), (gewesener) Quaestor von Rom, Quaestor der Provinz Narbonensis. Nach dem Beschluss des Gemeinderates und des Volkes.“
Verdiente Bürger einer Gemeinde wie Gavius Tranquillus hatten verschiedene Pflichten zu übernehmen. So gehörte es zu ihren Aufgaben, örtliche öffentliche Bautätigkeiten finanziell zu unterstützen und Feste auszurichten.
Eine weitere, genau datierbare Inschrift aus Takina in Kleinasien nennt einen Gavius Tranquillus 212/213 als Prokonsul, vermutlich der Provinz Lycia et Pamphylia. Der Prokonsul könnte allerdings auch ein Sohn des in Caiatia geehrten Quintus Gavius Fulvius Tranquillus gewesen sein.